# ケンプフ軍支隊
ケンプフ軍支隊（ケンプフぐんしたい、ドイツ語: Armeeabteilung Kempf）は、ドイツ国防軍陸軍の部隊。軍に相当。第二次世界大戦末期の1943年に短期間編成された。東部戦線においてはクルスクの戦いのツィタデレ作戦にて南方軍集団を担当した。

## 歴史
1943年2月1日、ケンプフ軍支隊はフーベルト・ランツ山岳兵大将によって、ランツ大隊として編成された。1943年2月21日にヴェルナー・ケンプフ装甲兵大将が指揮官となるとケンプフ軍支隊と改称され、その年の2月から3月までの間に第三次ハリコフ攻防戦に参戦した。
1943年7月4日、部隊は第3装甲軍団を率いてクルスクの戦いに参戦し、ベルゴンドの攻勢を担当した。作戦の失敗後、部隊は南方軍集団と共に退却した。その後、オットー・ヴェーラー歩兵大将が指揮官となり、9月16日に第8軍団として再編成された。

## 司令官
| 着任          | 離任          | 階級（当時） | 氏名                 |
| ------------- | ------------- | ------------ | -------------------- |
| 1943年2月1日  | 1943年2月23日 | 山岳兵大将   | フーベルト・ランツ   |
| 1943年2月21日 | 1943年9月16日 | 装甲兵大将   | ヴェルナー・ケンプフ |
| 1943年9月17日 | 1943年9月22日 | 歩兵大将     | オットー・ヴェーラー |